# Viola da braccio

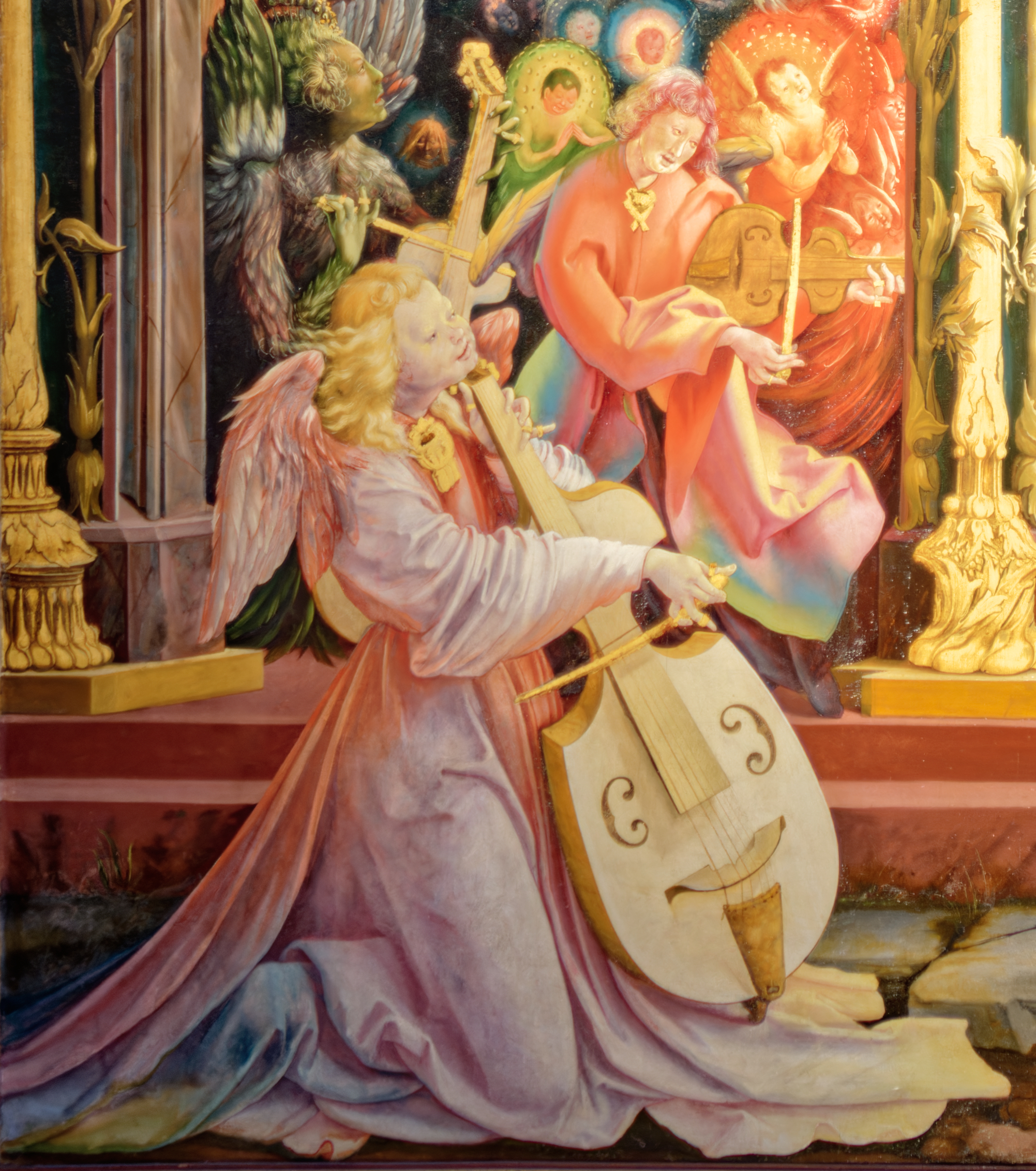
El ángel del primer término toca una viola da gamba y el del fondo una viola da braccio.

La viola da braccio es el nombre con el que se denominó en Italia a la viola de arco que se apoya en el pecho o en el hombro para diferenciarlo de la viola da gamba (en español 'viola de brazo' el primero y 'viola de pierna' el segundo). Se utilizó este término sobre todo en la música renacentista y barroca italiana.
Se desarrolló a partir de la lira bizantina o viola de arco y la lira da braccio (lira —en el sentido de la bizantina— de brazo) y la viola da braccio, que eran apoyadas para ser tañidas en el hombro o en el pecho, que se opinían a la lira o viola da gamba. La lira de brazo tenía, habitualmente, cinco cuerdas y dos bordones laterales afinados en re, re1/sol sol1, re1, la1 y mi2 según Giovanni Maria Lanfranco (Scintille di musica, Brescia, 1533) y en re, re1/sol, sol1, re1, la1, re2 según Praetorius (1619). Entre sus intérpretes más conocidos estaban Francesco y Alfonso di Viola y Leonardo da Vinci, quien, según Vasari, fabricaba su propio instrumento que incluía innovaciones técnicas. De la misma familia era la lira da gamba o lirone, más grande y que podía tener hasta catorce cuerdas y dos bordones laterales. Se utilizó hasta el siglo XVII en Venecia, Florencia y Roma y en esta última ciudad formó parte de la instrumentación oratorios como el de Santa Caterina de Luigi Rossi. 
Con el término viola da braccio se denominaba a otra derivación muy similar al actual violín de la fídula o viola de arco medieval que constaba de cuatro cuerdas, podía tener trastes y no presentaba los bordones laterales; era un instrumento, como la viola de arco medieval, adecuado para fiestas o bailes. El término viola da braccio o da brazzo se usó en Italia para aludir a los instrumentos de cuerda frotada que se tañían apoyándose en el hombro, por oposición a la familia de la viola a gamba, que se sostenía para su ejecución sobre las piernas; estos instrumentos condujeron a la viola de gamba y al violín.